# 坡造镇
坡造镇，是中华人民共和国广西壮族自治区百色市平果市下辖的一个乡镇级行政单位。

## 行政区划
坡造镇下辖以下地区：
龙马村、坡造村、贤强村、都阳村、绿德村、敬村、伏琴村、龙味村、龙板村和内里村。